# Australogyra zelli
Australogyra zelli är en korallart som först beskrevs av Veron, Pichon och George Newton Best 1977.  Australogyra zelli ingår i släktet Australogyra och familjen Faviidae. IUCN kategoriserar arten globalt som sårbar. Inga underarter finns listade i Catalogue of Life.